# Monte España

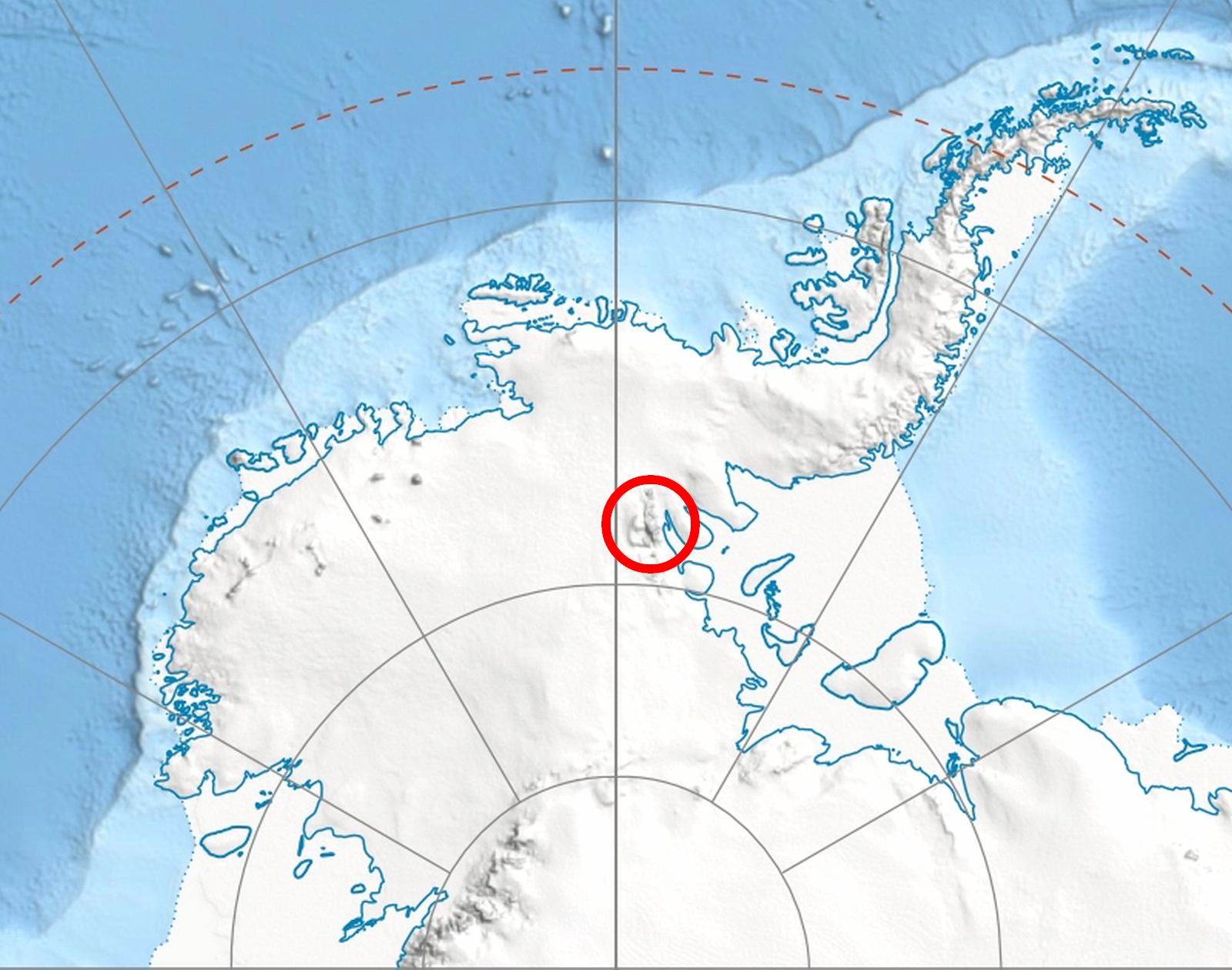
Ubicación de la cordillera Sentinel en la Antártida Occidental.

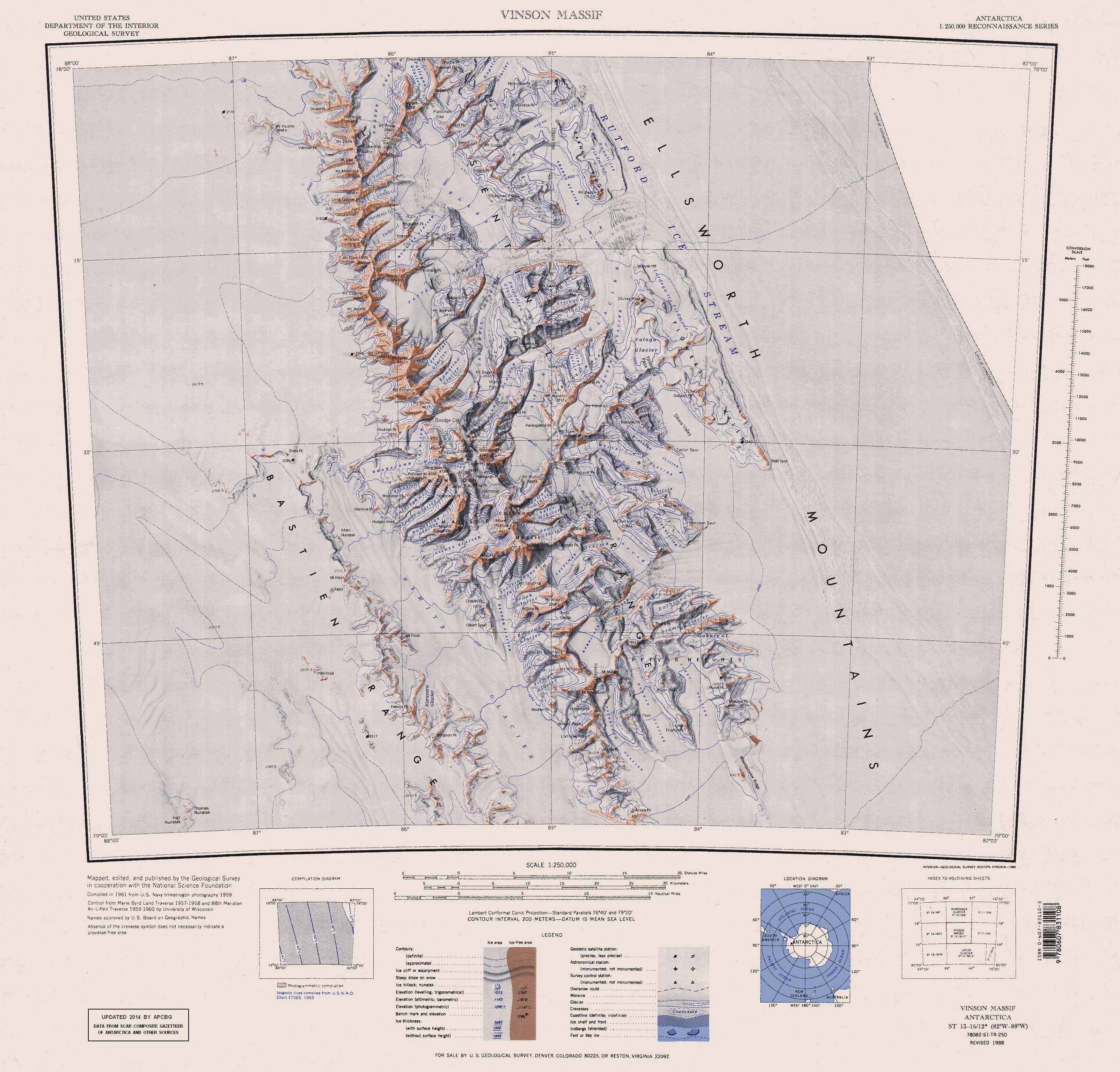
Mapa de la cordillera Sentinel.

El Monte España (según España) o Pico Silverstein (en inglés: Silverstein Peak) es un pico de 4790 m que forma parte de la cordillera Sentinel de los montes Ellsworth de la Antártida. Se yergue por encima del glaciar Roché, situado al norte, y del glaciar Zapol, al suroeste.

## Historia
Entre 1994 y 1995, la Expedición Coronel Santiago Arribas del Ejército de Tierra de España, encabezada por el comandante Alfonso Juez, escaló el Monte Vinson y reconoció y puso nombre a otros tres picos cercanos. El 18 de enero de 1995, parte de la expedición acometió la subida del pico al que denominó Monte España. El equipo estimó su altitud en 4860 metros, pero no pudo completar la ascensión, teniendo que volver atrás a 200 metros de la cima.
Entre 2004 y 2005, la Omega High Antarctic GPS Expedition formada por el australiano Damien Gildea y los chilenos Rodrigo Fica y Camilo Rada emprendió la misión de escalar el Vinson y el mayor número posible de picos de la cordillera. El 8 de diciembre de 2004, justo antes de medianoche, el grupo llegó a la cima del Monte España. Gildea propuso denominarlo Pico Internacional en lugar de Monte España debido a que el equipo español no lo había conseguido coronar, y en homenaje a todas las nacionalidades de los escaladores que habían pasado por la zona en los últimos 15 años.
Fue nombrado como Pico Silverstein por el Comité Consultivo sobre Nomenclatura Antártica de Estados Unidos en 2006, en honor a Samuel C. Silverstein, miembro de la expedición antártica estadounidense de 1966-1967 que coronó por primera vez el macizo Vinson y otros picos de la cordillera Sentinel.

## Ubicación
El pico se encuentra en las coordenadas 78°32′48″S 85°39′14″O / -78.54667, -85.65389, a 2,56 km al sursuroeste del macizo Vinson, a 1,37 km al oeste por el sur del pico Hollister, a 2,66 km al nornoroeste del pico Opalchenie y a 1,32 km al este del pico Príncipe de Asturias.